# Piet Deenen

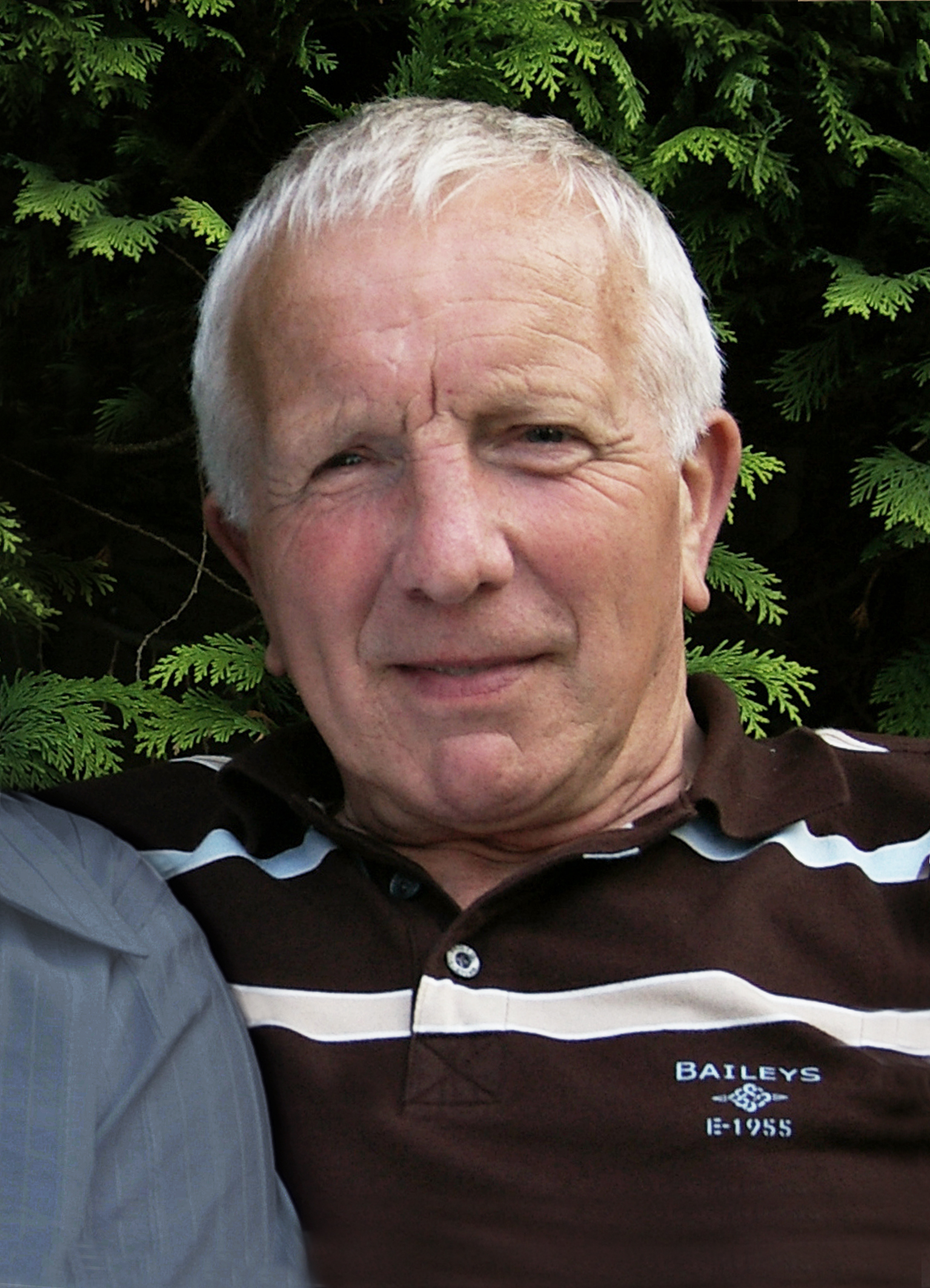
Piet Deenen in 2009

Piet Deenen (Oploo, 21 maart 1940 – Bladel, 3 februari 2019) was een Nederlands wielrenner.

## Sportieve loopbaan
Piet Deenen was in zijn korte wielerloopbaan alleen als amateur actief. In de jaren 60 wordt Piet Deenen door ploegleider Jan Gerritsen gevraagd voor het nieuw gevormde Polynorm amateurteam.
In totaal boekt hij als nieuweling en amateur 25 overwinningen. Onder andere in Oploo, Uden, Sint Michielsgestel, Schijndel-Wijbosch en Oude Tonge. In Stein beleefde hij zijn mooiste criteriumzege. Deenen finisht alleen voorop, zoals hij dat meestal deed bij winst. Hij won het bijna nooit in de sprint, maar moest het van een demarrage in de slotfase hebben.
De mooiste zeges uit zijn wielerloopbaan zijn voor hem de etappezege in Olympia’s Tour 1965 in Beverwijk en zijn ritzege in Berlijn-Warschau-Praag, de Vredeskoers in datzelfde jaar.
Hij won ook het stratencriterium in zijn woonplaats Oploo. In een ander criterium in 1966 in het Duitse Haaren eindigde hij als derde.
In de Tour van het Oostblok door Oost-Duitsland, Polen en Tsjecho-Slowakije (Vredeskoers) zijn Hennie Schouten, Nico Lute, Jan Fransen, André van Middelkoop en Hans den Hartog zijn ploeggenoten in het oranje team. Intussen heeft hij het Polynorm-shirt verruild voor dat van Schapers-De Bont uit Eindhoven. Hij kreeg een contract aangeboden in de Caballero profploeg, maar koos toch voor de ploeg in zijn eigen omgeving.
Dit omdat hij zich anders regelmatig naar het westen van het land had moeten verplaatsen. En dat was voor hem, zonder auto, een probleem.
Deenen heeft vanaf 1980 gewoond in de Brabantse gemeente Bladel. Hij overleed in 2019 op 78-jarige leeftijd.

## Belangrijkste overwinningen
1965
- 1e in 1e etappe Olympia's Tour door Nederland , Beverwijk (Noord-Holland), Nederland
- 1e in Oploo, Oploo (Noord-Brabant), Nederland
- 6e in 4e etappe Vredeskoers , (Závod Míru) , Duitse Democratische Republiek
- 5e in 9e etappe Vredeskoers , (Závod Míru) , Svit (Presov), Slowakije
- 3e in 11e etappe Vredeskoers , (Závod Míru) , Opole (Opolskie), Polen
- 1e in 13e etappe Vredeskoers , (Závod Míru) , Toruń (Kujawsko-Pomorskie), Polen
- 47e in Eindklassement Vredeskoers , (Závod Míru) , Warschau (Mazowiecki), Polen

1966
- 3e in Haaren, Haaren (Nordrhein-Westfalen), Duitsland
- 4e in Born, Criterium, Born (Limburg), Nederland